# Histoires d'Amérique
Histoires d'Amérique é um filme de drama franco-belga de 1989 dirigido por Chantal Akerman.